# Flughafen Yampa Valley

i7
i11
i13
Der Yampa Valley Airport (IATA-Code: HDN, ICAO-Code: KHDN)  ist ein öffentlicher Flughafen 2 km südöstlich von Hayden, im Routt County, Colorado, in den Vereinigten Staaten.

## Flughafendaten
Er hat eine Asphaltpiste mit 3048 m Länge und 46 m Breite. Die Fläche des Flughafens beträgt 272 ha. Die Seehöhe beträgt 2013 m.
Im Jahr 2018 schloss der Flughafen eine Erweiterung des Vorfelds ab, die einen siebten Flugzeugparkplatz hinzufügte; Im Jahr 2020 wurde das Terminal um ein siebtes Gate und einen erweiterten Ticketverkaufsbereich erweitert. Der Flughafen verfügt über neun Parkplätze für Verkehrsflugzeuge und sieben Gates, an denen Boeing 757, Boeing 737, Airbus A320/A320neo, Bombardier CRJ200, Bombardier CRJ700/CRJ900, Airbus A220, Embraer ERJ-135/145 und Embraer 170/175/190/195 abgefertigt werden können. Wie an anderen Flughäfen in Colorado, die Skigebiete bedienen, gibt es keine Jet-Brücken, sondern nur Freilufttreppen. Die private Rampe bietet Platz für bis zu 40 Privatjets. In den Wintermonaten können größere Privatjets wie die Boeing 737 aus Platzgründen nicht geparkt werden und müssen nach dem Aussteigen von Passagieren abfliegen.

## Geschichte
Der Flughafen Yampa Valley wurde zunächst von der ursprünglichen Frontier Airlines mit Nonstop-Flügen nach Denver und Direktflügen nach Salt Lake City mit zwei Zwischenstopps angeflogen. Der Dienst lief das ganze Jahr über von Ende 1966 bis Anfang 1982 und es wurden Convair CV-580 Turboprop-Flugzeuge eingesetzt. Rocky Mountain Airways führte dann Flüge nach Denver durch, nutzte jedoch den Flughafen Steamboat Springs. Der Yampa Valley Airport begann im Winter 1985/1986 mit dem saisonalen Skiservice, als Aspen Airways viermotorige Jets der British Aerospace 146 nach Denver flog. Während der Saison 1986/1987 führte PSA Flüge nach Los Angeles und San Francisco mit McDonnell Douglas MD-80-Jets durch. Ab der Saison 1987/1988 nahm American Airlines dann den regulären Saisondienst auf, und in den darauffolgenden Jahren folgten mehrere weitere Fluggesellschaften. In den 1990er und 2000er Jahren wurde der Flughafen Yampa Valley auch von Continental Airlines, Northwest Airlines und TWA angeflogen. Während der Saison 2000/2001 bot die zweite Midway Airlines Nonstop-Flüge nach Raleigh/Durham, North Carolina an. Die meisten großen Fluggesellschaften fliegen den Flughafen mittlerweile saisonal an, während United Airlines und Southwest Airlines das ganze Jahr über Flüge anbieten.

## Flugbetrieb
Im Jahr 2022 wurden 197.000 Passagiere transportiert.
Im Jahre 2022 haben 16.105 Flugbewegungen stattgefunden, davon 1.445 lokale Bewegungen, 6.213 Zwischenlandungen, 3.152 Air-Taxi-Flüge, 292 militärische Flüge und 5.003 Frachtflüge. 9 einmotorige und 5 zweimotorige Flugzeuge und 1 Hubschrauber waren 2022 hier stationiert.
Die wichtigsten Airlines für den Flughafen sind Southwest Airlines und United Airlines.